# 1364 w literaturze
Wydarzenia literackie w 1364 roku.

## Wydarzenia
- Założenie Akademii Krakowskiej

## Nowe książki
- polskie

## Urodzili się
- Christine de Pisan, poetka francuska